# 博蘭山
74°25′S 67°45′E / 74.417°S 67.750°E
博蘭山（英語：Mount Borland）是南極洲的山峰，位於麥克羅伯特森地，處於特威格山以南9公里的蘭伯特冰川附近，在1956年11月由皇家澳洲空軍發現，現時由南極條約體系管理。